# Carex declinata
Carex declinata är en halvgräsart som beskrevs av Francis M.B. Boott. Carex declinata ingår i släktet starrar, och familjen halvgräs. Inga underarter finns listade i Catalogue of Life.